# Anastas Mikojan
Anastas Ivanovitj Mikojan (armensk: Անաստաս Հովհաննեսի Միկոյան, Anastas Hovhannesi Mikojan; russisk: Анаста́с Ива́нович Микоя́н; (født 25. november 1895, død 21. oktober 1978)) var en gammel bolsjevik og sovjetisk statsmand under Vladimir Lenin, Josef Stalin, Nikita Khrusjtjov og Leonid Bresjnev. Han var den eneste sovjetiske politiker, som klarede at blive siddende i de højeste magtcirkler i Sovjetunionens kommunistiske parti, mens magtkampen bølgede mellem centralkomitéen og politbureauet – lige fra den senere periode af Lenins styre over perioderne med Stalin og Khrusjtjov til en fredelig, men dog tvungen, pensionering efter Bresjnev havde haft magten i nogle måneder, alt i alt en periode på over 40 år.
Mikojan var en af de tidlige støtter af bolsjevikkernes kamp. Han var en stærk Stalin-støtte i de første år efter Lenin. Under Stalins styre havde Mikojan flere højtrangerende regeringsposter, inklusiv posten som minister for udenrigshandel. I slutningen af Stalins regeringsperiode var Mikojans gunst hos Stalins ved at forsvinde, og i 1949 mistede Mikojan sin post som minister for udenrigshandel. Ved den 19. partikongres angreb Stalin kraftigt Mikojan, men efter Stalins død i 1953 blev Mikojan igen en ledende figur i politik. Han støttede Khrusjtjov og dennes afstaliniseringspolitik, og blev vicepremierminister under Khrusjtjov. Mikojans position under Khrusjtjov gjorde, at han var den næstmest magtfulde politiske figur i Sovjetunionen på dette tidspunkt.
Mikojan foretog et antal vigtige rejser til det kommunistiske Cuba og til USA, og opnåede derved en vigtig status i den internationale diplomatiske verden, især på grund af hans evner med at udøve soft power for at fremme sovjetiske interesser. I 1964 blev Khrusjtjov afsat som generalsekretær for SUKP og blev erstattet af Leonid Bresjnev, der efterhånden sammen med Aleksej Kosygin og Nikolaj Podgornyj udgjorde en ny trojkaledelse af Sovjetunionen. Mikojan var formand for Sovjetunionens øverste sovjets præsidium, dvs. Sovjetunionens statsoverhoved, fra 1964 til sin tvungne pensionering i 1965, hvor han blev erstattet af Podgornyj.

## Tidlige liv og karriere
Mikojan blev født af armenske forældre i landsbyen Sanahin, som på daværende tidspunkt lå i Guvernementet Jelisavetpol i det Russiske Kejserrige (nu en del af Alaverdi i den armenske provins Lori) i 1895. Hans far, Hovhannes, arbejdede som tømrer, og hans mor vævede tæpper. Han havde en yngre bror, Artjom Ivanovitj Mikojan, som blev medstifter af flydesignfirmaet MiG, som blev en af de førende designfirmaer for hurtige hurtige jetfly til det sovjetiske luftvåben.
Mikojan læste på teologseminarium i Tiflis og i Ejmiatsin. Religion spillede dog en stadig mindre rolle i hans liv. Han udtalte senere, at hans fortsatte teologistudier førte ham tættere på ateisme. Før han blev egentlig politisk aktiv havde han givet sig lidt af med både liberal og socialistisk politik.
Da han var 20 år dannede han en arbejdersovjet i Ejmiatsin. I 1915 blev han formelt en del af bolsjevikfraktionen i Ruslands Socialdemokratiske Arbejderparti (senere kendt som bolsjevikpartiet), og han blev leder for en revolutionær bevægelse i Kaukasus. Hans møde med sovjetiske revolutionære førte ham til Baku, hvor han blev medredaktør af den armensk-sprogede avis Sotsjal-Demokrat og senere for den russisk-sprogede avis Isvestija Bakinskogo Sovjeta. Det siges, at han i denne periode røvede en bank i Tiflis ved brug af TNT og brækkede næsen i gadeslåskamp.
Efter februarrevolutionen i 1917, som væltede zarens regering, kæmpede Mikojan og andre bolsjevikker mod anti-bolsjevikiske elementer i Kaukasus.
Mikojan blev kommissær i den nyoprettede Røde Armé og fortsatte med at kæmpe mod anti-bolsjevikiske styrker i Baku. Han blev såret under kampene og blev kendt for at redde partikollegaen Grigorij Konstantinovitj Ordsjonikidses liv. Derefter fortsatte han sit arbejde for partiet og blev en af stifterne af sovjetten i Baku, som bestod indtil 1918, hvor han og 35 andre kommissarer flygtede fra Baku og blev fanget af de transkaukasiske myndigheder. De 26 fra Baku, som de blev kaldt, blev alle henrettet undtagen Mikojan, omstændighederne omkring hans overlevelse er omgærdet af mystik. I februar 1919 vendte Mikojan tilbage til Baku og genoptog sine gerninger der.

## Medlem af politbureauet
Mikojan støttede Stalin under den magtkamp, der fulgte efter Lenins død i 1924 - han var selv blevet medlem af den bolsjevikiske centralkomité i 1923. Som kommissær for indenrigs- og udenrigshandel fra og med 1926 indførte han idéer fra Vesten, såsom fremstillingen af dåsemad. I 1935 blev han valgt til politbureauet og blev en af de første sovjetiske ledere, der tog på rejser til USA for at fremme økonomisk samarbejde. Mikojan tilbragte tre måneder i USA, hvor han ikke alene lærte om landets fødevareindustri, men også mødtes med Henry Ford og besøgte stormagasinet Macy's i New York. Efter sin tilbagekomst til USSR introducerede Mikojan en række populære amerikanske forbrugsvarer, inklusiv hamburgere, dessertis, corn flakes, popcorn, tomatjuice, grapefrugt og majskolber.  Mikojan indledte fremstillingen af is i USSR og holdt personligt kontrol med isens kvalitet indtil han blev fjernet fra sin post. Stalin fortalte vittigheder om dette ved at sige: Anastas, du går mere op i is end i kommunisme. Mikojan bidrog også til udviklingen af kødproduktionen i USSR, og en af de sovjetiske pølsefabrikker blev opkaldt efter ham.
I slutningen af 1930'erne igangsatte Stalin den store udrensning, en serie af kampagner med politisk undertrykkelse og forfølgelse i Sovjetunionen rettet mod medlemmer af kommunistpartiet, bondestanden og andre. Historikeren Simon Sebag Montefiore beskriver Mikojans rolle i udrensningerne således: Han var en af de mere anstændige ledere – han hjalp helt sikkert ofrene senere hen og arbejdede hårdt for at gøre op med Stalins styre efter dennes død. Mikojan forsøgte som så mange andre medlemmer af politbureauet at pleje tætte forhold til kompagnoner for at undgå selv at blive henrettet. Han havde også sine fejl - i 1937 støttede han entusiastisk henrettelsen af Grigorij Jevsejevitj Sinovjev og Lev Kamenev, og hævdede, at det var en "retfærdig kendelse." Tilsvarende støttede han i 1937 entusiastisk henrettelsen af Nikolaj Bukharin. Som andre ledende personer underskrev Mikojan i 1937 de dødslister, som blev givet til ham af NKVD. Udrensningerne blev ofte udført af personer, som var tæt på Stalin, der gav dem denne opgave primært for at afprøve deres loyalitet overfor regimet.
I september sendte Stalin Mikojan til Jerevan i Armenske SSR sammen med Georgij Malenkov og Lavrentij Berija for at tilse en masselikvidering. Med sig havde de en liste med navnene på 300 personer, som var medlemmer af det armenske kommunistparti, der fortrinsvis bestod af gammelbolsjevikker. Mikojan forsøgte uden held at redde én person fra at bleve henrettet under turen til Armenien. Denne person blev arresteret da Berija holdt en af sine taler til partiet. Mere end tusind personer blev arresteret og syv ud af ni medlemmer af det armenske politbureau blev afsat.

## 2. verdenskrig og afstalinisering
I september 1939 skar Nazityskland og Sovjetunionen hver deres andele af interessesfærer ud af Polen og Østeuropa på baggrund af Molotov-Ribbentrop-pagten. De sovjetiske styrker arresterede 26.000 polske officerer i den østlige del af Polen, og Stalin og andre højtstående magthavere inklusiv Mikojan underskrev ordren til at henrette dem. Da Tyskland invaderede Sovjetunionen i 1941 blev Mikojan sat i spidsen for at organisere transporterne af mad og andre forsyninger. Hans søn Vladimir, en pilot i Sovjetunionens luftvåben, døde i kamp, da hans fly blev skudt ned over Stalingrad. Mikojans vigtigste opgave under krigen var at forsyne den Røde Hær med materialer, fødevarer og andre nødvendigheder. Mikojan blev særlig repræsentant for den statslige forsvarskommission i 1941 – indtil da havde han ikke været medlem eftersom Berija vurderede, at han var til bedre nytte i statsadministrationen. I 1946 blev Mikojan vicepremierminister.
Kort før sin død i 1953 overvejedes lanceringen af en ny udrensningskampagne rettet mod Mikojan, Vjatjeslav Molotov og en række andre ledere fra partiet. Dette skete aldrig, eftersom Stalin døde før han kunne iværksætte sin plan. Mikojan var oprindeligt fortaler for at fritage Stalins højre hånd, Berija, for straf, men gav senere efter for generel støtte til hans arrestation blandt partimedlemmerne. Efter Stalins død forblev Mikojan i regeringen som handelsminister under Malenkov. Han støttede Khrusjtjov i magtkampen om at efterfølge Stalin, og blev vicepremierminister som anerkendelse af sin støtte.
I 1956 hjalp Mikojan Khrusjtjov med at planlægge den hemmelige tale, som Khrusjtjov gav på den 20. partikongres, som tog afstand fra Stalins personkult Det var ham, og ikke Khrusjtjov, som gav den første anti-stalinistiske tale på kongressen. I 1957 nægtede Mikojan at støtte et forsøg fra Malenkovs og Molotovs side på at fjerne Khrusjtjov fra magten – på denne måde sikrede han sin stilling som en af Khrusjtjovs tætteste allierede. Han støttede Khrusjtjov på grund af sin stærke støtte til afstalinisering, og hans tro på, at udrensninger som dem i 1930'erne kunne blive resultatet, hvis kupmagerne lykkedes med deres foretagende.

## Diplomati i udlandet

### Ungarn
I oktober 1956 blev Mikojan sendt til Ungarn for at indsamle oplysninger om krisen, der var i gang med at udvikle sig efter opstanden i Ungarn mod den kommunistiske regering. Mikojan rejste sammen med Mikhail Suslov til Budapest i en pansret mandskabsvogn set i lyset af, at der foregik skyderi i gaderne. Han sendte et telegram til Moskva og rapporterede om sine indtryk af situationen. "Vi havde indtrykket af at især Ernő Gerő, men også kammerater, overvurderer modstanderens styrke og undervurderer deres egen styrke" skrev han og Suslov. Mikojan var stærkt imod Khrusjtjovs og politbureauets beslutning om at anvende sovjetiske tropper, idet han mente, at det ville ødelægge Sovjetunionens internationale omdømme, og han argumenterede i stedet for anvendelsen af "militære trusler" og økonomisk pres. De sovjetiske styrkers nedkæmpelse af revolutionen førte næsten til Mikojans tilbagetrædelse.

### USA
Khrusjtjovs liberalisering af hårde politikker førte til en forbedring af forholdet mellem USSR og USA i slutningen af 1950'erne. Mikojan besøgte USA flere gange i rollen som Khrusjtjovs udsending. På trods af den ustabile kolde krig mellem de to supermagter modtog mange amerikanere Mikojan venligt, inklusive demokaten Hubert Humphrey, som karakteriserede Mikojan som en person, der havde "holdningsfleksibilitet" og Averell Harriman, guvernøren i New York, som beskrev ham som en "knap så rigid" sovjetisk politiker.
I november 1958 gjorde Khrusjtjov et mislykket forsøg på at omdanne Berlin til en uafhængig, demilitariseret "fri by" ved at give USA, Storbritannien og Frankrig et ultimatum om at disse lande inden seks måneder skulle trække deres tropper ud af de sektorer, de stadig holdt besat i Vestberlin - hvis ikke ville han overføre kontrollen med alle adgangsrettigheder til østtyskerne. Mikojan støttede ikke Khrusjtjovs gerninger, og hævdede at de overtrådte "partiets principper". Khrusjtjov havde foreslået ultimatummet overfor de vestlige lande uden at have diskuteret det med Centralkomittéen først. Ruud van Djik, en historiker, var af den opfattelse, at Mikojan var vred, fordi Khrusjtjov ikke havde drøftet forslaget med ham. Da han blev spurgt af Khrusjtjov om at nedbringe gnidningerne i forholdet til USA, skulle Mikojan have svaret: "Det var dig, der startede, så det kan du gøre!"
Mikojan tog dog til Washington, hvilket var første gang et ledende medlem af Ministerrådet i USSR besøgte USA på en diplomatisk mission med besøg af USA's ledelse for øje. Mikojan tilgik også missionen med en uformalitet, som ikke var set før, idet han i sin visumansøgning til USA's ambassade skrev, at formålet med besøget var en to-ugers ferie hos vennen Mikhail Mansjikov, som var USSR's ambassadør i USA på dette tidspunkt. Mens det Hvide Hus i USA var uforberedt på denne øjensynligt improviserede diplomatiske mission, blev Mikojan inviteret til at tale for en række fremtrædende amerikanske organisationer som Council on Foreign Relations og Detroit Club, hos hvilken han fremsatte sine forhåbninger om, at USSR fremover skulle have et mere fredeligt forhold til USA. Udover disse engagementer deltog Mikojan også i mere uformelle arrangementer, hvor han kunne møde offentligheden, herunder morgenmad på en restaurant langs motorvejen New Jersey Turnpike, et besøg i stormagasinet Macy's i New York og møder med kendisser i Hollywood som Jerry Lewis og Sophia Loren før han havde audiens hos præsident Dwight Eisenhower og udenrigsminister John Foster Dulles. Selv om det ikke lykkedes Mikojan at ændre USA's Berlin-politik  så blev han hyldet i USA for at have løsnet internationale gnidninger med en innovativ brug af soft power, som generelt blev taget godt imod af den amerikanske offentlighed.
Mikojan var uenig i Khrusjtjovs udvandring fra topmødet i Paris i 1960 om U-2-krisen, som han mente ville opretholde spændingerne under den Kolde Krig i endnu 15 år. Han forblev dog også i denne periode Khrusjtjovs tætteste allierede i de øverste rækker af det sovjetiske styre. Som Mikojan senere nævnte, så var Khrusjtjov af og til "utilgiveligt hysterisk".
I november 1963 blev Mikojan af Khrusjtjov bedt om at repræsentere USSR ved John F. Kennedys begravelse. Ved begravelsesceremonien virkede Mikojan synligt rystet over præsidentens død, og Jacqueline Kennedy kom hen til ham og gav ham følgende meddelelse: "Vær venlig at fortælle hr. Formand Khrusjtjov, at jeg ved, at han og min mand arbejdede sammen for en fredelig verden, og at han og De nu må fortsætte min mands arbejde."

### Cuba og cubakrisen
Den sovjetiske regering bød Fidel Castros pro-socialistiske oprøreres fjernelse af den cubanske præsident Fulgencio Batista i 1959 velkommen. Khrusjtjov indså potentialet ved at have en sovjetisk allieret i Caribien og sendte Mikojan som en af de øverste diplomater til Latinamerika. Han var den første sovjetiske repræsentant, som besøgte Cuba efter revolutionen, og han sikrede indgåelsen af vigtige handelsaftaler med Cubas regering. Han forlod Cuba med et meget positivt indtryk, og sagde, at stemningen der fik ham til at føle det "som om jeg var vendt tilbage til min barndom". 
Khrusjtjov fortalte Mikojan om sin idé med at sejle sovjetiske missiler til Cuba. Mikojan var imod idéen, og var endnu mere imod at overgive kontrollen med missilerne til cubanerne. I begyndelsen af november 1962 - da Cubakrisen var på sit højeste - sendte den sovjetiske ledelse Mikojan til Havana for at hjælpe med at overtale Castro til at samarbejde med at fjerne de nukleare missiler og bombefly, som Sovjetunionen havde anbragt på øen.  Lige før forhandlingerne med Castro begyndte blev Mikojan informeret om sin kones død i Moskva, og i stedet for at vende tilbage for at deltage i begravelsen valgte han at blive og sendte sin søn Sergo i stedet.
Castro insisterede på, at missilerne skulle forblive, men Mikojan, der forsøgte at undgå en fuld konflikt med USA, forsøgte at overtale ham til det modsatte. Han fortalte Castro at: "Du ved at ikke bare i disse breve, men også i dag har vi den holdning, at du kan beholde alle våbnene og alle militære rådgivere med undtagelse af de 'offensive' våben og tilknyttet personel, som blev lovet fjernet i Khrusjtjovs brev af den 27. oktober." Castro vægrede sig ved idéen om yderligere indrømmelser, især fjernelsen af Iljusjin Il-28-bombeflyene og de taktiske kernevåben, som stadig var tilbage i Cuba. Efter flere anspændte og anstrengende uger med forhandling gav han til sidst efter, og missilerne og bombeflyene blev fjernet i december samme år.

## Statsoverhoved og afsættelsen af Khrusjtjof
Den 15. juli 1964 blev Mikojan udpeget som Formand for Sovjetunionens øverste sovjets præsidium efter Leonid Bresjnev, som blev forfremmet indenfor partiet. Mikojans nye post var mestendels ceremoniel, det forlød, at hans forværrede helbred og høje alder var årsagen.
Nogle historikere er overbevist om, at Mikojan i 1964 mente, at Khrusjtjov var blevet et passiv for partiet, og at han var involveret i fjernelsen af Khrusjtjof i oktober 1964, som bragte Bresjnev og Aleksej Kosygin til magten. William Taubman sætter dog spørgsmålstegn ved dette, eftersom Mikojan var det eneste medlem af præsidiet (som politbureauet blev kaldt på dette tidspunkt), som forsvarede Khrusjtjov. Mikojan stemte dog for Khrusjtjovs tvungne pensionering (så man i traditionel sovjetisk stil opnåede enstemmighed). Som den eneste af Khrusjtjovs kolleger ønskede han den tidligere leder det bedste i hans videre liv, selv om han dog aldrig snakkede med ham igen. Mikojan lagde en krans og sendte et kondolencebrev ved Khrusjtjovs begravelse i 1971.
På grund af sin delvise støtte til Khrusjtjov under dennes udstødning mistede Mikojan sin høje agtelse hos det nye sovjetiske styre. Politbureauet tvang Mikojan til at fratræde sin plads i politbureauet på grund af alder. Mikojan mistede også hurtigt sin post som statschef og blev efterfulgt i af Nikolaj Podgornij den 9. december 1965. Bresjnev gjorde Mikojans pensionering officiel ved at tilkende ham leninordenen.

## Død, personlighed og eftermæle
Som Khrusjtjov og andre kammerater skrev Mikojan i sin sidste tid ærlige, men også udvalgte erindringer fra sin politiske karriere under Stalins ledelse. Mikojan døde af naturlige årsager den 21. oktober 1978 i en alder af 82, og blev begravet på Novodevitjekirkegården i Moskva. Han modtog seks udmærkelser af leninordenen.
Mikojan var i følge en beskrivelse af Simon Sebag Montefiore "slank, velunderrettet, snu og hårdtarbejdende". Han er blevet beskrevet som en intelligent mand, som forstod engelsk, og som lærte tysk ved at oversætte Karl Marxs Das Kapital til russisk. I modsætning til mange andre var han ikke bange for at indgå i heftige diskussioner med Stalin. "Man kedede sig aldrig i selskab med Mikojan", beskrev Artjom Sergejev det, mens Khrusjtjov kaldte ham for en ægte kavaler. Khrusjtjov advarede dog også mod at have tiltro til "den kløgtige ræv østfra." I en tæt samtale med Vjatjeslav Molotov og Nikolaj Bukharin henviste Stalin til Mikojan som en "ælling i politik".